# Grigorovich M-11
Grigorovich M-11 (hay Shchetinin M-11) là một mẫu tàu bay tiêm kích của Đế quốc Nga, do Dmitry Pavlovich Grigorovich thiết kế và chế tạo bởi Shchetinin.

## Biến thể
M-11 (two-seat)
M-11 (single-seat)
M-12

## Quốc gia sử dụng
Estonia
- Không quân Estonia

 Nga
 Liên Xô

## Tính năng kỹ chiến thuật (M-11)
Dữ liệu lấy từ 
Đặc điểm tổng quát
- Kíp lái: 1
- Chiều dài: 7.60 m (24 ft 11¼ in)
- Sải cánh: 8.75 m (28 ft 8½ in)
- Diện tích cánh: 26 m2 (279.87 ft2)
- Trọng lượng rỗng: 676 kg (1490 lb)
- Trọng lượng có tải: 926 kg (2041 lb)
- Powerplant: 1 × Le Rhône, 82 kW (110 hp)

Hiệu suất bay
- Vận tốc cực đại: 148 km/h (92 mph)
- Thời gian bay: 2 giờ  42 phút

Vũ khí trang bị
- 1 x súng máy Maxim 7,62mm (0.3 in)